# Nuevo Laredo (municipi)
Nuevo Laredo és un municipi al nord de l'estat de Tamaulipas. Nuevo Laredo és la capital municipal i principal centre de població d'aquesta municipalitat.

## Geografia
El municipi està integrat per 80 localitats, de les quals les més importants són: Nuevo Laredo que és la capital municipal, La Concordia i La Sandía. És una important frontera mexicana amb els Estats Units d'Amèrica.
El municipi forma part del que es denomina com a Província de les Grans Planes d'Amèrica del Nord, que les seues principal característica és la presència d'àmplies planes interrompudes per plomalls baixos dispersos de pendents suaus i constituïts en forma dominant per material conglomerant. El municipi presenta un relleu sesquiplà i no registra altures ni depressions d'importància. L'altura en el municipi va des dels 11 metres sobre el nivell del mar en la localitat de les Malvines, fins als 256 msnm en la localitat La Esperanza. El municipi té una superfície de 1,334.02 km².